# Spotlight (сингл Gucci Mane)
«Spotlight» — другий сингл американського репера Gucci Mane з його шостого студійного альбому The State vs. Radric Davis.

## Відеокліп
Прем'єра відбулась 5 листопада 2009. У відео Ашер умовляє засмученого Gucci прийти на його вечірку. Режисер: Бенні Бум. Камео: Бріа, старша донька Едді Мерфі, й Нікі Мінаж. Кліп посів 56-ту сходинку рейтингу «Notarized: Top 100 Videos of 2009» за версією телеканалу ВЕТ.

## Чартові позиції
У тиждень 14 листопада «Spotlight» дебютував на 93-му місці Billboard Hot 100, пізніше піднявшись до № 97, 86 і зрештою 42.
| Чарт (2009)                              | Найвища позиція |
| ---------------------------------------- | --------------- |
| German Black Chart                       | 16              |
| UK Singles (The Official Charts Company) | 46              |
| UK R&B (The Official Charts Company)     | 16              |
| US Billboard Hot 100                     | 42              |
| US Hot R&B/Hip-Hop Songs (Billboard)     | 15              |
| US Rap Songs (Billboard)                 | 8               |